# Thomas Starzl
Thomas Earl Starzl (né le 11 mars 1926 à Le Mars dans l’Iowa (États-Unis) et mort le 4 mars 2017 à Pittsburgh (Pennsylvanie)) est un chirurgien américain, chercheur et spécialiste dans le domaine des transplantations d'organes.
Décrit comme « le père de la transplantation moderne », il a été le premier à réaliser une greffe de foie sur un humain. Cependant, il lui faudra quatre années supplémentaires pour réussir une greffe et éviter le rejet de la greffe par l’organisme du receveur.

## Biographie

### Enfance
Thomas Starzl naît aux États-Unis le 11 mars 1926. Il a pour père le rédacteur en chef et écrivain de science-fiction Roman Frederick Starzl. Lors de son adolescence, il souhaitait devenir prêtre, mais ses plans ont radicalement changé lorsque sa mère est morte d'un cancer du sein.

### Études
Thomas Starzl fait ses études à l'université de Westminster College à Fulton (dans l'État du Missouri aux États-Unis) où il obtient un baccalauréat ès sciences dans le domaine de la biologie. Ensuite, il va à la faculté de médecine Northwestern University Feinberg School of Medicine à Chicago à partir de 1947, où il reçoit en 1950 une maîtrise en sciences dans l'anatomie. Il étudie dans le laboratoire d'Horace Magoun le rôle de la formation réticulée dans le traitement des stimuli sensoriels. En 1952, il obtient un doctorat en neurophysiologie et un doctorat en médecine.

### Vie professionnelle

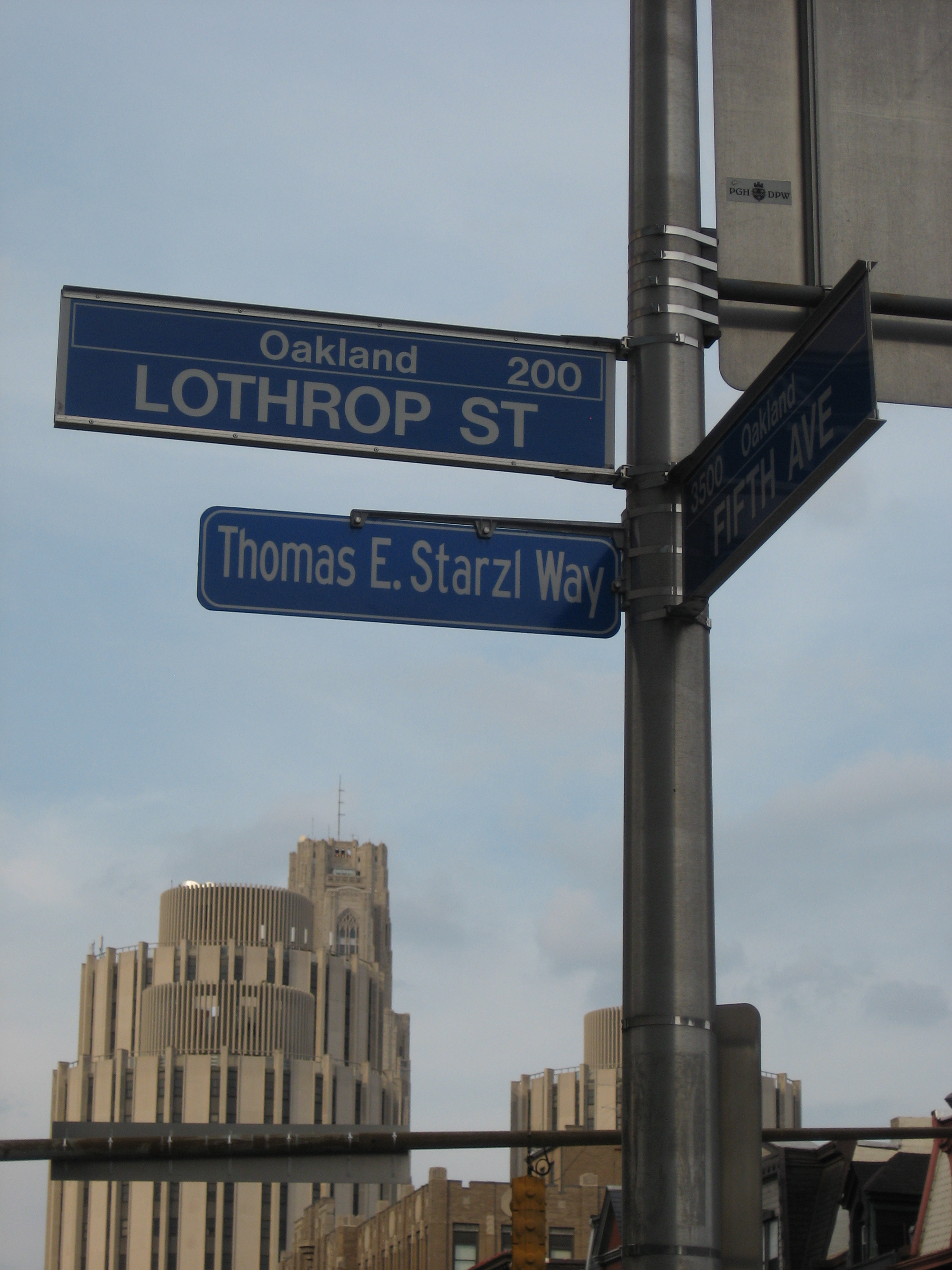
Thomas E. Starzl Way sur le campus de l'université de Pittsburgh.

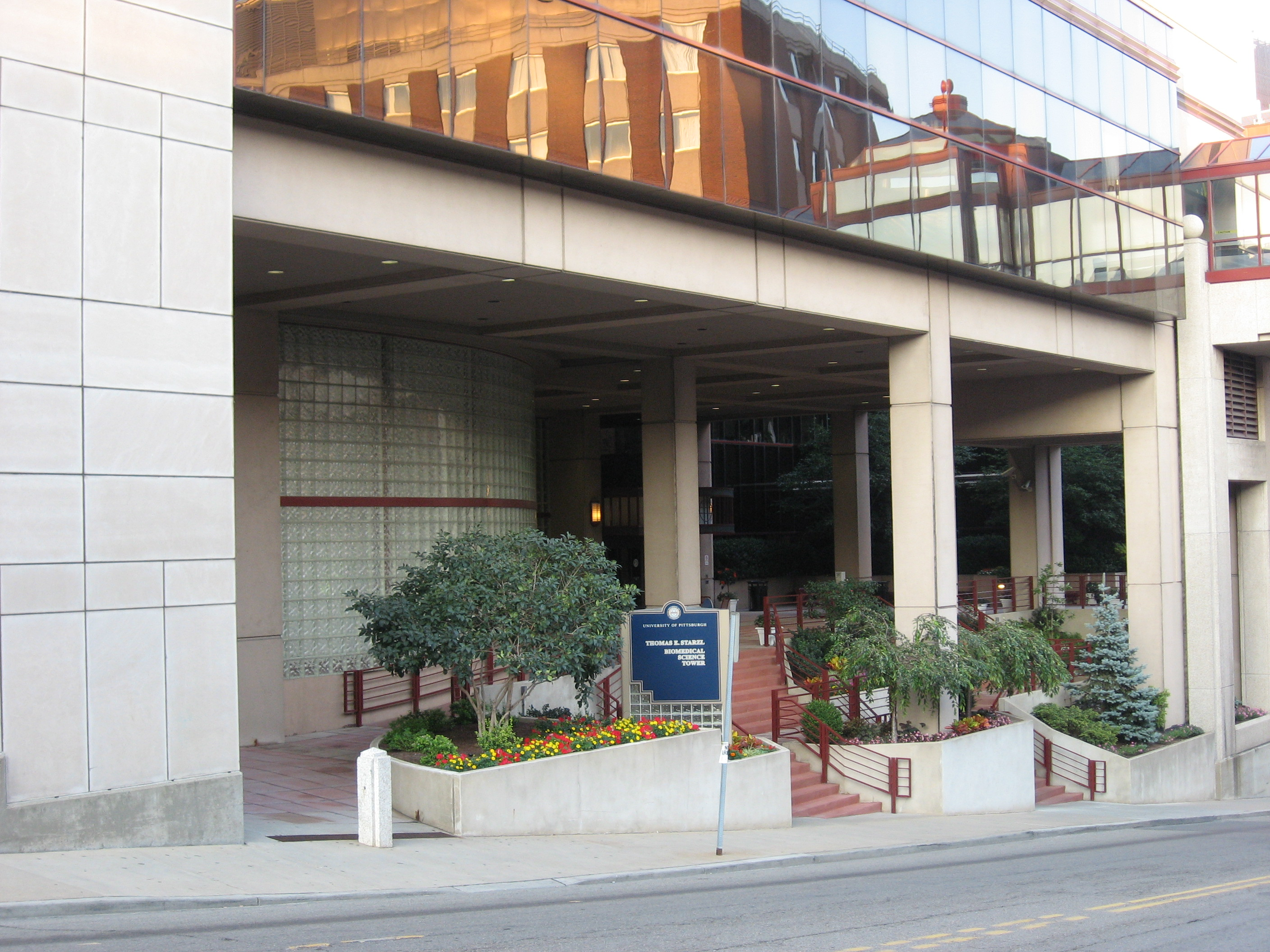
Entrée du Thomas Starzl Biomedical Research Tower à l'université de Pittsburgh.

En 1962, Thomas Starzl est professeur associé de chirurgie à l'université du Colorado. Il démontre l'intérêt de l'association azathioprine et corticoïdes dans la prévention du rejet de greffe. 
En 1963, Thomas Starzl met au point la technique de la greffe du foie après des essais chez le chien et, le 1er mars de cette même année, réalise la première greffe de foie chez un humain, à Denver, Colorado, sur un enfant de 3 ans atteint d'une atrésie des voies biliaires ayant conduit à une insuffisance hépatique. C'est un échec car l'enfant décède d'une hémorragie lors de l'opération qui avait lieu. Il recommence l'opération chez deux autres patients la même année avec une survie ne dépassant pas trois semaines. par la suite, il tente de progresser autant dans les techniques chirurgicales que dans la gestion de l'immunosuppression (avec l'emploi de sérum anti-lymphocytaire, puis de la cyclosporine au début des années 1980). Il travaille dans les années 1990 sur le tacrolimus.
Starzl est chirurgien et chercheur dans le domaine naissant de la transplantation d'organes à l'université de centre des sciences de santé du Colorado à Denver de 1962 jusqu'à son départ vers l'université de Pittsburgh en 1981. Il a laissé son empreinte sur la communauté médicale, créant de nouvelles techniques chirurgicales. Il aurait travaillé jusqu'à trois jours d'affilée sur les procédures de transplantation d'organes, étant le seul à pouvoir les effectuer.
Starzl a écrit ou coécrit plus de 2 130 articles scientifiques, quatre livres et 292 chapitres. Selon l'Institute for Scientific Information (ISI), Starzl écrivait en moyenne un article tous les 7,3 jours, faisant de lui l'un des scientifiques les plus prolifiques au monde. En 1999, Starzl était déclaré par l'ISI comme étant le scientifique le plus cité dans le domaine de la médecine clinique, ce qui était une mesure de l'influence durable et de l'utilité de son œuvre.
Il reçoit en 2012 le Prix Albert-Lasker pour la recherche médicale clinique avec Roy Calne pour ses travaux sur les transplantations.